# Pepito Arriola
José Rodríguez Carballeira, conegut com a Pepito Arriola (Betanzos, 14 de desembre de 1895 – Barcelona, 24 d'octubre de 1954) va ser un músic gallec, destacat fonamentalment com a pianista, però també com a compositor i violinista.

## Trajectòria
Fill de soltera de Josefa Rodríguez Carballeira, va ser inscrit en el registre de Betanzos amb els cognoms de la mare per no tenir pare conegut, de tal manera que sempre va ser conegut pel segon cognom de l'avi matern, d'origen basc. Quan la mare es va traslladar a Madrid, es va quedar a càrrec de la seva tia, Aurora Rodríguez Carballeira, que va ser qui el va educar. Després de descobrir-ne les habilitats, la mare el va reclamar i se'l va emportar a Madrid al començament de novembre de 1899, on començà una fulgurant carrera com a pianista.
Va celebrar el primer concert el 4 de desembre de 1899 a la casa dels senyors Montano, al quan assistiren unes 300 persones, i va incloure al programa la Marxa Reial i l'Alborada de Pascual Veiga Iglesias. Va tocar a l'Ateneo de Madrid el 2 de febrer de 1900 i va oferir un concert amb sis obres pròpies aquell mateix any en el Palau Reial. La reina regent, Maria Cristina, el va apadrinar i li pagà els estudis musicals. La mare i el fill es van traslladar a Alemanya en 1902. Va estudiar en el conservatori de Berlín amb Richard Strauss i va tocar amb la Filharmònica de Berlín sota la direcció d'Arthur Nikisch, i fou escollit pianista de la cort de Guillem II. Va fer gires arreu del món amb enorme èxit, incloent els Estats Units (Metropolitan i Carnegie Hall entre altres) i una extensa gira per Cuba en 1910. Va ser una de les figures de la música alemanya de l'època, fins que en 1946 va haver de tornar a Espanya, on no va tornar a tenir el mateix èxit d'antany i sempre seria «Pepito, el nen prodigi».

## Obres
- Aurora, havanera (piano), 1898
- Impresiones argentinas (piano), publicades a Mundial Música, año I, núm. 8-9 (agost-setembre de 1916), 1916
- Hommage à Manuel de Falla (piano), 1942

Pòstumament es van descobrir onze obres escrites a Barcelona després de la seva tornada:
- Divertimento concertante para dos pianos y orquesta de cuerdas con flauta, 1946
- Tres textos cervantinos para voces y orquesta (: 2333-4231-Tp.-cuerdas), 1946
  - I: «Aquí lloró Don Quijote», per a soprano, contralt, baríton i baix
  - II: «Mal me guardaréis», per a soprano
  - III: «Marinero soy de amor», per a baríton
- Tres textos cervantinos, reducción para dos pianos, 1947
- Concierto para corno (trompa) y orquesta (: 2022-0000-Tp.-Cuerdas), 1948
- Schlichte Weise para violín y piano, 1948
- Song para soprano y piano (text de Christina Georgina Rossetti), 1948
- Don Quixote in DM, 1949
- Seis poesías de Antonio Machado para barítono y orquesta (: 2222-4231-Tp., perc.-cuerdas), 1949
- Cuarteto en do mayor para cuerdas, 1949
- Pequeña serenata para cello y piano, 1951
- Concertino para piano y orquesta (: 2332-4131-Tp.-cuerdas), 1953.